# Devin White
Devin White (Springhill, 17 febbraio 1998) è un giocatore di football americano statunitense che milita nel ruolo di middle linebacker per gli Las Vegas Raiders della National Football League (NFL). Al college giocò per l'Università statale della Lousiana.

## Carriera universitaria
White al college giocò a football con i LSU Tigers dal 2016 al 2018. Nell'ultima stagione fu premiato come All-American dopo avere messo a segno 123 tackle e 3 sack.

## Carriera professionistica

### Tampa Bay Buccaneers
White fu scelto nel corso del primo giro (5º assoluto) del Draft NFL 2019 dai Tampa Bay Buccaneers.

#### Stagione 2019
White debuttò come professionista partendo come titolare nella gara del primo turno contro i San Francisco 49ers mettendo a segno 6 tackle. Nel tredicesimo turno contro i Jacksonville Jaguars divenne il primo rookie della storia dei Buccaneers con un intercetto, un fumble recuperato e un touchdown difensivo nella stessa gara. Alla fine di novembre fu premiato come rookie difensivo del mese in cui mise a segno 46 tackle (3 con perdita di yard), 2,5 sack e 2 fumble forzati. La sua prima stagione si chiuse con 91 tackle, 2,5 sack, un intercetto e 3 fumble forzati, venendo inserito nella formazione ideale dei rookie della Pro Football Writers Association.

#### Stagione 2020
Nel settimo turno della stagione 2020 contro i Las Vegas Raiders, White mise a segno 11 tackle e un record in carriera di 3 sack, venendo premiato come miglior difensore della NFC della settimana. Nella settimana 15 disputò una prestazione simile con 12 tackle, altri 3 sack e 2 passaggi deviati nella vittoria sugli Atlanta Falcons, venendo di nuovo premiato come difensore della settimana. A fine stagione fu inserito nel Second-team All-Pro. Nel divisional round dei playoff mise a segno un intercetto su Drew Brees nella vittoria in casa dei New Orleans Saints. Il 7 febbraio 2021, nel Super Bowl LV contro i Kansas City Chiefs campioni in carica, partì come titolare nella vittoria per 31-9, conquistando il suo primo titolo. Nella finalissima fece registrare 12 placcaggi e un intercetto su Patrick Mahomes.

#### Stagione 2021
Nel 2021 White fu convocato per il suo primo Pro Bowl al posto dell'infortunato Bobby Wagner.

#### Stagione 2022
Nel 2022 White aprì la stagione con due sack su Dak Prescott nella vittoria sui Dallas Cowboys. Alla fine di settembre fu premiato come difensore della NFC del mese, in cui fece registrare 24 tackle, 3 sack, 3 tackle con perdita di yard, 2 passaggi deviati e un fumble forzato. Nella partita della settimana 10, la vittoria 21-16 contro i Seattle Seahawks, White contribuì con 9 tackle, 2 sack, un fumble forzato e un fumble recuperato e fu premiato come giocatore difensivo della NFC della settimana.

#### Stagione 2023
Nel sedicesimo turno White mise a segno un intercetto su Trevor Lawrence, oltre a 4 placcaggi e 0,5 sack, nella vittoria sui Jaguars.

### Philadelphia Eagles
Il 15 marzo 2024 White firmò un contratto annuale da 7,5 milioni di dollari con i Philadelphia Eagles. Fu svincolato l'8 ottobre 2024 senza aver giocano nessuno snap in stagione.

### Houston Texans
Il 23 ottobre 2024 White firmò con gli Houston Texans. In stagione fece 7 presenze, di cui una come titolare, mettendo a tabellino 19 tackle, 15 in solitaria.

### Las Vegas Raiders
Il 28 marzo 2025 White firmò con i Las Vegas Raiders.

## Statistiche

### Stagione regolare
| Stagione | Stagione | Stagione | Stagione | Difesa  | Difesa  | Difesa  | Difesa | Difesa | Difesa | Difesa |
| Anno     | Squadra  | P        | PT       | T. tot. | T. sol. | T. ass. | Sack   | Int.   | PD     | FF     |
| -------- | -------- | -------- | -------- | ------- | ------- | ------- | ------ | ------ | ------ | ------ |
| 2019     | TB       | 13       | 13       | 91      | 58      | 33      | 2,5    | 1      | 3      | 3      |
| 2020     | TB       | 15       | 15       | 140     | 97      | 43      | 9,0    | 0      | 4      | 1      |
| 2021     | TB       | 17       | 17       | 128     | 87      | 41      | 3,5    | 0      | 3      | 0      |
| 2022     | TB       | 10       | 10       | 76      | 47      | 29      | 5,0    | 0      | 4      | 2      |
| 2023     | TB       | 14       | 13       | 83      | 49      | 34      | 2,5    | 2      | 0      | 0      |
| 2024     | PHI      | 0        | 0        | 0       | 0       | 0       | 0,0    | 0      | 0      | 0      |
| 2024     | HOU      | 7        | 1        | 19      | 15      | 4       | 0,0    | 0      | 0      | 0      |
| Totale   | Totale   | 83       | 76       | 585     | 379     | 206     | 23,0   | 3      | 14     | 6      |

### Playoff
| Stagione | Stagione | Stagione | Stagione | Difesa  | Difesa  | Difesa  | Difesa | Difesa | Difesa | Difesa |
| Anno     | Squadra  | P        | PT       | T. tot. | T. sol. | T. ass. | Sack   | Int.   | PD     | FF     |
| -------- | -------- | -------- | -------- | ------- | ------- | ------- | ------ | ------ | ------ | ------ |
| 2020     | TB       | 3        | 3        | 38      | 27      | 11      | 0,0    | 2      | 2      | 0      |
| 2021     | TB       | 2        | 2        | 13      | 7       | 6       | 0,0    | 0      | 2      | 0      |
| 2022     | TB       | 1        | 1        | 5       | 2       | 3       | 0,0    | 0      | 0      | 0      |
| 2023     | TB       | 2        | 0        | 3       | 0       | 3       | 0,0    | 0      | 0      | 0      |
| Totale   | Totale   | 8        | 6        | 59      | 36      | 23      | 0,0    | 2      | 4      | 0      |

Fonte: Football Database
In grassetto i record personali in carriera —      Vincitore del Super Bowl
Statistiche aggiornate alla 2024

### Record di franchigia con i Buccaneers
- Maggior numero di fumble forzati in una singola gara – 2 (3 novembre 2019 contro Seattle)
- Più lungo ritorno di un fumble in touchdown – 91 yard (29 dicembre 2019 contro Atlanta)
- Maggior numero di fumble recuperati da un rookie in una stagione – 4
- Maggior numero di fumble ritornati in touchdown in una stagione – 2 (2019)
- Maggior numero di touchdown di un difensore rookie in una stagione – 2

## Palmarès

### Franchigia
- Super Bowl : 1

Tampa Bay Buccaneers: LV
- National Football Conference Championship: 1

Tampa Bay Buccaneers: 2020

### Individuale
- Convocazioni al Pro Bowl: 1

2021
- Second-team All-Pro: 1

2020
- Difensore della NFC del mese: 1

settembre 2022
- Difensore della NFC della settimana: 3

7ª e 15ª del 2020, 10ª del 2022
- Rookie difensivo del mese: 2

novembre e dicembre 2019
- PFWA All-Rookie Team - 2019

## Vita privata
White è il cugino più giovane del'ex running back della NFL Charcandrick West.